# Любовь искупительная
«Любовь искупительная» (англ. Redeeming Love) — художественный фильм режиссёра Ди Джея Карузо. Сюжет фильма основан на одноимённом романе-бестселлере Франсин Риверс 1991 года, действие которого происходит на Диком Западе США во время Калифорнийской золотой лихорадки. В главных ролях Эбигейл Коуэн, Том Льюис и Логан Маршалл-Грин.
Премьера фильма состоялась 21 января 2022 года.

## Сюжет
Действие фильма разворачивается во время Калифорнийской золотой лихорадки 1850 года в вымышленном калифорнийском городке Пэр-а-Дайс. Энджел продали в сексуальное рабство. Девушке удаётся бежать в Калифорнию, где она встречает фермера Майкла Осиа, который делает ей предложение выйти за него замуж. После того, как её избивает чуть не до смерти охранник борделя, она соглашается выйти замуж за Майкла и уезжает с ним, пока он выхаживает её. Боясь довериться ему, она убегает при первой же возможности, но Майкл находит её и убеждает вернуться домой. 
Постепенно у Энджел появляются чувства к Майклу, но она снова убегает, когда понимает, что он хочет детей. Её подвозит шурин Майкла, Пол, который ненавидит её из-за её прошлого и требует, чтобы она заплатила ему за поездку сексом с ним. Вернувшись в город, Энджел с неохотой возвращается к проституции. Когда Майкл приезжает в бордель, она с облегчением возвращается с ним домой. Он прощает её, и их отношения начинают развиваться на основе честности и привязанности.
По мере того как Энджел влюбляется в Майкла, она убеждается, что он будет счастливее в браке с другой, у которой могут быть дети, что заставляет её снова уйти от него. Научившись готовить во время отношений с Майклом, она смогла устроиться на работу в кафе в городе. В конце концов, она случайно встречает Дюка, который переехал в Калифорнию. Он пытается заставить её снова стать проституткой. Отчаявшись, она вновь обретает веру, которую потеряла после смерти матери, и рассказывает в публичном доме о педофилии Дюка, в результате чего его линчует толпа. После этого Энджел начинает успешную миссию по оказанию помощи в реабилитации других молодых проституток.
Три года спустя Пол наконец-то находит её и говорит ей, что Майкл всё ещё любит её. Энджел возвращается домой к Майклу, предлагает свою любовь и говорит ему, что её настоящее имя — Сара. Они воссоединяются и со временем у них появляются дети.

## В ролях
- Эбигейл Коуэн — Энджел[3]
- Том Льюис — Майкл Осиа
- Логан Маршалл-Грин — Пол
- Фамке Янссен — герцогиня[4]
- Нина Добрев — Мэй
- Эрик Дейн — герцог
- Ливи Берч — Сара Стаффорд

## Производство и релиз
Съёмки завершились в Кейптауне в марте 2020 года. О самом фильме стало известно в апреле 2020 года, режиссёром выступил Ди Джей Карузо, а исполнительными продюсерами выступили Рома Дауни и Франсин Риверс. Риверс совместно с Карузо написали сценарий к фильму. Фильм станет второй совместной работой продюсеров Синди Бонд и Саймона Суорта, после фильма «I Can Only Imagine» 2018 года.
Премьера фильма запланирована на 21 января 2022 года.

## Критика
На сайте Rotten Tomatoes фильм имеет рейтинг 12 % основанный на 26 отзывах, со средней оценкой 3.90/10. На Metacritic средневзвешенная оценка составляет 32 % на основе 7 рецензий, что указывает на «в целом неблагоприятные отзывы».